# JTBC 뉴스현장
《JTBC 뉴스현장》은 대한민국 JTBC에서 월요일 ~ 금요일 오후 14시 30분에 방송되는 JTBC의 낮 뉴스쇼 프로그램이다.

## 방송 시간

### 평일
| 방송 기간                                                          | 방송 시간                                                     |
| ------------------------------------------------------------------ | ------------------------------------------------------------- |
| 2014년 6월 16일 ~ 2014년 7월 4일                                   | (1부) 오후 14:30 ~ 15:40(70분) (2부) 오후 17:00 ~ 17:50(50분) |
| 2014년 7월 7일 ~ 2014년 9월 5일                                    | (1부) 오후 15:00 ~ 16:00(60분) (2부) 오후 17:20 ~ 18:30(70분) |
| 2014년 9월 8일 ~ 2014년 9월 19일                                   | 오후 13:10 ~ 14:10 (60분)                                     |
| 2014년 9월 22일 ~ 2014년 9월 26일                                  | 오후 16:10 ~ 17:10 (60분)                                     |
| 2014년 9월 29일 ~ 2015년 1월 2일                                   | 오후 16:00 ~ 17:00 (60분)                                     |
| 2015년 1월 5일 ~ 2015년 1월 30일 2015년 7월 13일 ~ 2019년 4월 12일 | 오후 14:35 ~ 15:50 (75분)                                     |
| 2015년 2월 2일 ~ 2015년 7월 10일                                   | 오후 14:25 ~ 15:40 (75분)                                     |

※ 주말에는 《JTBC 뉴스 (1155)》라는 제목으로 낮 11시 55분부터 20분간 방송된다.

## 역대 진행자

### 평일
| 기수 | 진행자         | 진행자         | 진행자         | 진행 기간                          |
| ---- | -------------- | -------------- | -------------- | ---------------------------------- |
| 1기  | 성문규, 이지은 | 성문규, 이지은 | 성문규, 이지은 | 2014년 6월 16일 ~ 2014년 9월 19일  |
| 2기  | 박성준, 송민교 | 박성준, 송민교 | 박성준, 송민교 | 2014년 9월 22일 ~ 2015년 1월 2일   |
| 3기  | 박성태, 송민교 | 박성태, 송민교 | 박성태, 송민교 | 2015년 1월 5일 ~ 2015년 7월 10일   |
| 4기  | 박성준, 송민교 | 박성준, 송민교 | 박성준, 송민교 | 2015년 7월 13일 ~ 2015년 12월 31일 |
| 5기  | 김종혁, 송민교 | 김종혁, 송민교 | 김종혁, 송민교 | 2016년 1월 4일 ~ 2016년 4월 1일    |
| 6기  | 김종혁         | 김종혁         | 김종혁         | 2016년 4월 4일 ~ 2017년 9월 28일   |
| 7기  | 성문규         | 성문규         | 성문규         | 2018년 10월 1일 ~ 2019년 4월 12일  |

## 같이 보기
- KBS 뉴스타임 (1400) (KBS 2TV)
- 2시 뉴스외전 (MBC TV)
- 주영진의 뉴스브리핑 (SBS TV)
- KCTV 뉴스현장&시시각각 (KCTV)
- 사건파일 24 (TV조선)